# Rambertino di Bovarello
Rambertino di Bovarello (Bologna, ... – ...; fl. XIII secolo) è stato un politico e militare italiano.

## Biografia
Bolognose, venne eletto podestà della città di Genova nel 1248, coadiuvato nell'esercizio del potere da Enrico Mallone, Guglielmo di Bolgaro, Gionata Cavaronco, Marino de' Marini, Lanfranco Usodimare, Lanfranco Gattiluxio, Lanfranchino Pignolo e Giacopo Annuino.
Durante il periodo dell'incarico dovette affrontare l'ostilità di Federico II di Svevia nei confronti della repubblica, che fece inviare venticinque galee pisane contro Savona.
Viene talvolta confuso con il quasi omonimo Rambertino Buvalelli, poeta trovatore, che fu podestà a Genova tra il 1218 ed il 1220.